# Blocksquerstraße

Die Lage der Blocksquerstraße, rot markiert

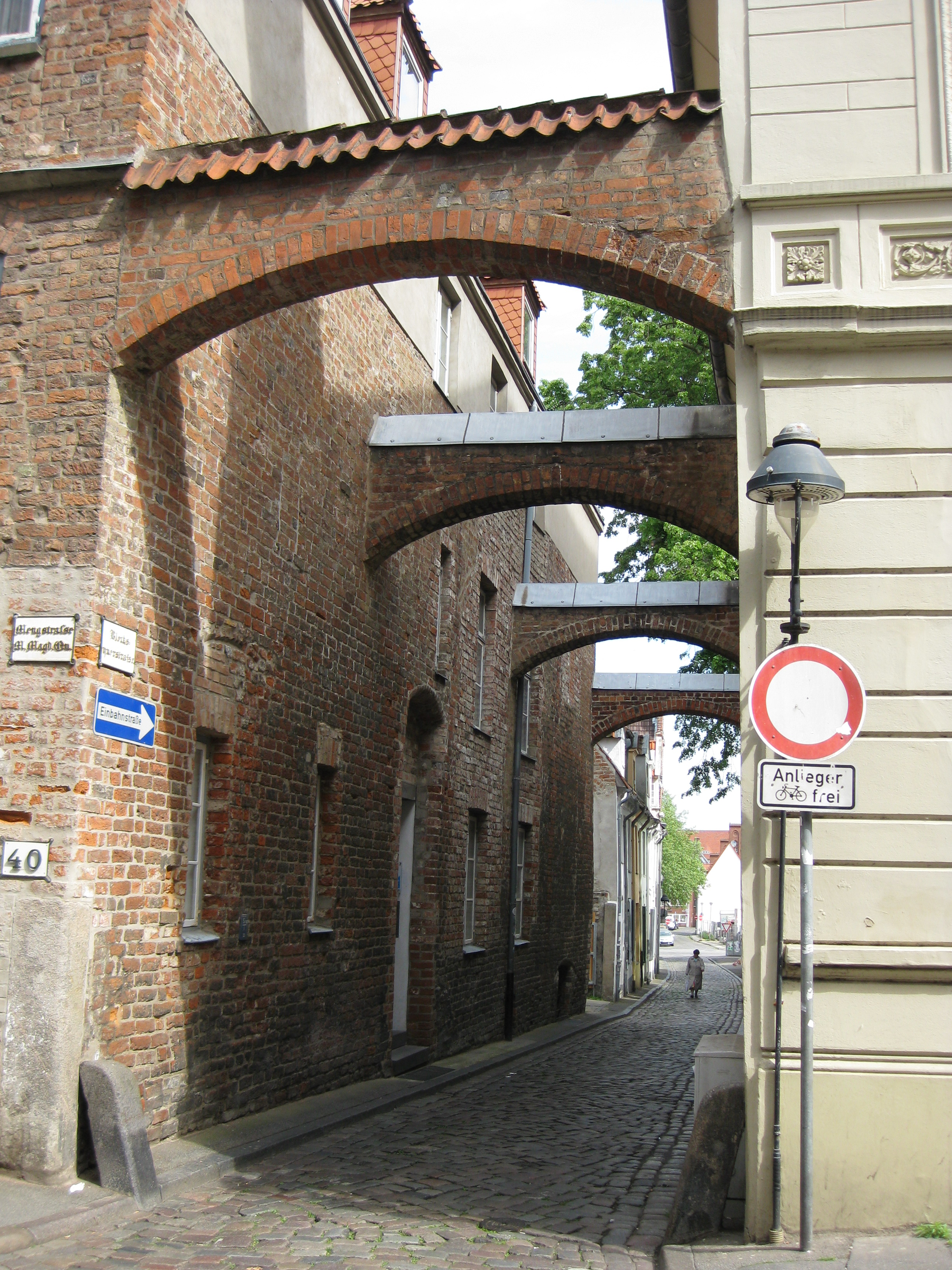
Blick in die Blocksquerstraße von der Mengstraße

Die Blocksquerstraße ist eine Straße der Lübecker Altstadt.

## Lage
Die etwa 110 Meter lange Blocksquerstraße befindet sich im nordwestlichen Teil der Altstadtinsel, im Marien-Magdalenen Quartier. Sie beginnt an der Beckergrube gegenüber der Einmündung des Ellerbrooks, verläuft südwärts und endet schließlich an der Mengstraße.

## Geschichte
Erstmals urkundlich erwähnt wird die Straße 1344 unter dem Namen Blokkesdwer (Blocksquer), benannt nach den Gebrüdern Johann, Hasso und Hidde Block, denen von 1312 bis 1342 das am Straßenanfang gelegene Eckhaus Mengstraße 40 mit den in der Querstraße gelegenen zugehörigen Buden Nr. 16–28 gehörte. 1352 ist die Bezeichnung Blockdwerstrate verzeichnet, 1363 Blockesdwerstrate. Der heutige Name wurde 1884 amtlich festgelegt.

## Bauwerke
- Blocksquerstraße 6, um 1800 errichtetes Rokoko-Haus
- Blocksquerstraße 12, um 1600 errichteter Speicher im Stil der Backsteingotik
- Blocksquerstraße 16, im 18. Jahrhundert errichtetes klassizistisches Kleinhaus
- Blocksquerstraße 18, im 18. Jahrhundert errichtetes barockes Kleinhaus
- Blocksquerstraße 20, im 18. Jahrhundert errichtetes barockes Kleinhaus
- Blocksquerstraße 22, im 18. Jahrhundert errichtetes barockes Kleinhaus
- Blocksquerstraße 24, im 18. Jahrhundert errichtetes barockes Kleinhaus
- Blocksquerstraße 26, im 18. Jahrhundert errichtetes barockes Kleinhaus
- Blocksquerstraße 28, im 18. Jahrhundert errichtetes barockes Kleinhaus